# Ito Makoto
Det här är en artikel om en person med japanskt personnamn; Ito är familjenamnet.
Itō Makoto (japanska: 経済学者, Itō Makoto), född 20 april 1936 i Tokyo prefektur, död 7 februari 2023, var en japansk marxistisk nationalekonom. Ito var den mest kända, och internationellt publicerade, marxistiska ekonomen från Japan. Han betraktades som en av de viktigaste teoretikerna i fråga om Marx' arbetsvärdelära. Han undervisade vid Kokugakuin-universitetet och var professor vid Tokyos universitet. 
Ito författade 24 böcker, varav 6 är översatta till engelska och 5 till kinesiska.